# Zeze (Lauteninstrument)

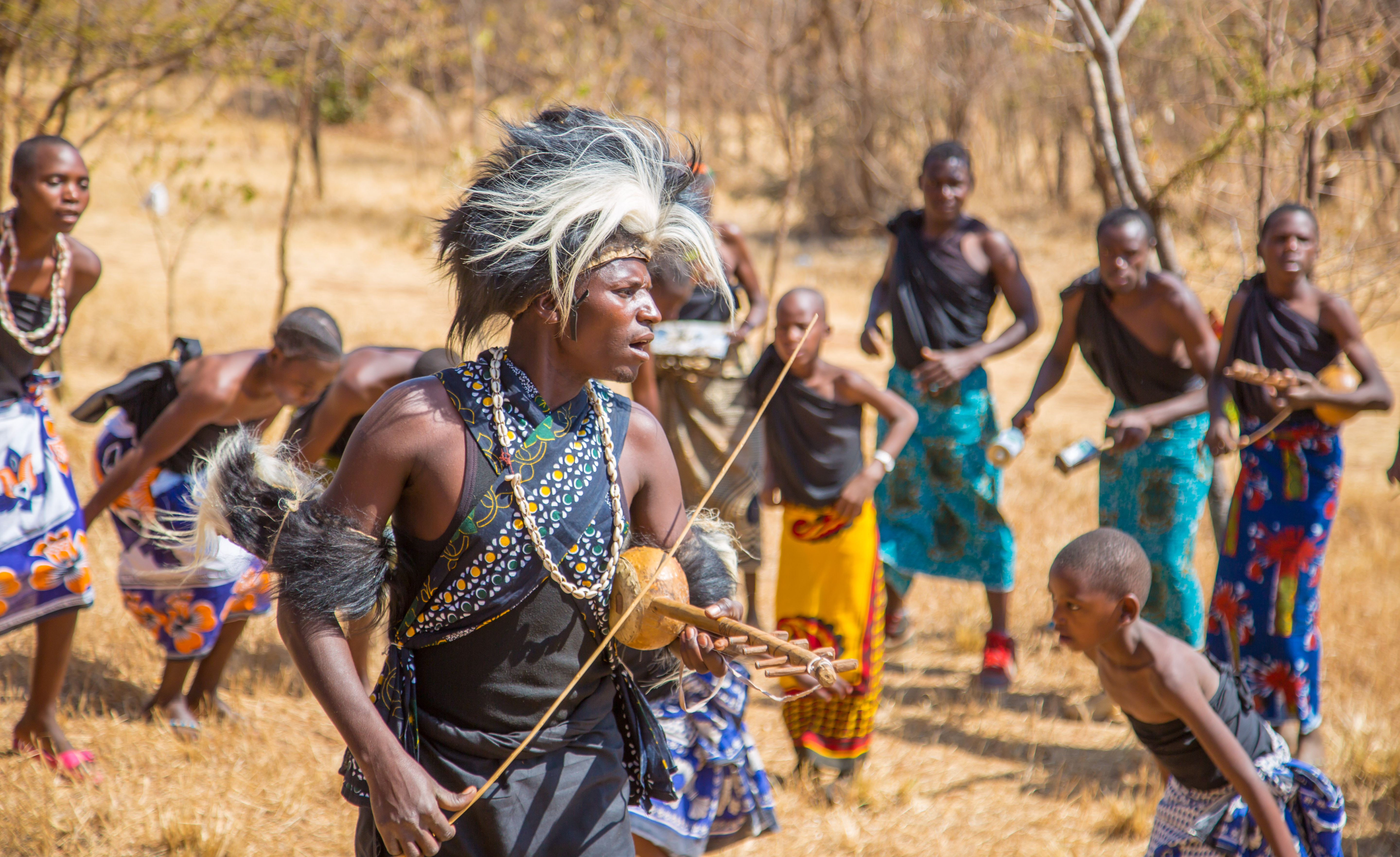
Ein Mgogo (Singular von Wagogo) spielt izeze und singt in einer Tanzgruppe.

Zeze, auch sese, izeze, chizeze, ist eine mit dem Bogen gestrichene oder gezupfte, ein- oder mehrsaitige Schalenspießlaute, die hauptsächlich von den Wagogo, einer Bantu-Ethnie in der Region Dodoma in Zentraltansania und vereinzelt in anderen Regionen Tansanias gespielt wird. Eine typische izeze der Wagogo besitzt zwei oder vier Saiten, bis zu 13 Saiten kommen vor.
Das Swahili-Wortumfeld zeze, das im allgemeinen Sinn „Saite“ oder „Saiteninstrument“ bedeuten kann, bezeichnet auch die in Ostafrika weit verbreitete Plattstabzither zeze, einen Musikbogen der Sandawe in Zentraltansania und ferner eine zweifellige Röhrentrommel der Bati-Sprachgruppe im Kongo.

## Herkunft und Verbreitung
Bei Spießlauten geht der lange gerade, üblicherweise aus einem Holzstab bestehende Hals durch den Korpus hindurch und ragt an der Unterseite ein kurzes Stück hinaus. Die Lauten mit durchgehendem Spieß sind in Nord- und Ostafrika weit verbreitet. Eine Sonderform stellen die in ganz Westafrika und im Maghreb vorkommenden Binnenspießlauten dar, bei denen der an einer Stelle in den Korpus gesteckte Hals im Innern endet und an einer Öffnung im unteren Bereich der Decke sichtbar wird. Durch diese Öffnung sind die Saiten mit dem Steg verbunden. Die Binnenspießlauten (ngoni, xalam, tidinit) lassen sich auf Abbildungen aus dem Alten Ägypten zurückführen und wurden mit afrikanischen Kulturen in der Sudanregion verbreitet.
Die westafrikanischen Schalenspießlauten mit durchgehendem Spieß vom Typus der goge im Norden Nigerias und der imzad der Tuareg kommen in einem weiten Gebiet vor, in dem ab der Mitte des 11. Jahrhunderts ein sich von Norden ausbreitender, arabisch-islamischer Einfluss vorherrschte. Sie gehören zur schwarzafrikanischen Musik, stehen aber zumindest zum Teil mit der vom Islam geprägten Kultur Nordafrikas in Beziehung. Die ostafrikanischen Spießlauten haben eine andere und weit jüngere Herkunftsgeschichte. Die einsaitigen Fideln verbreiteten sich während des 17. bis 19. Jahrhunderts durch den Ostafrikanischen Sklaven- und Elfenbeinhandel von der Küste aus mit arabischen Händlern und ihren Swahili sprechenden Trägern ins Landesinnere. Durch das Siedlungsgebiet der Wagogo und Nyamwezi im heutigen Zentraltansania führten damals Handelsrouten bis in den Kongo. Im 18. Jahrhundert erreichten die Schalenspießgeigen den Malawisee. Neben Tansania ist die Schalenspießgeige heute besonders an ihrer südlichen Verbreitungsgrenze beliebt, die im Süden Malawis und Norden Mosambiks liegt. Eine andere Schalenspießgeige ist die lokanga bara auf Madagaskar. Die Verwendung eines Streichbogens verbindet die zeze mit der im südlichen Afrika gespielten, einsaitigen Trogzither segankuru.
Nach der Korpusform werden diese Fideln in Schalenspießlauten, Kastenspießlauten und Röhrenspießlauten unterschieden. Zu den Kastenspießlauten gehört die mit der Fidel rabāba der Beduinen verwandte, äthiopische masinko. Sie sind für den gesamten arabisierten Norden Afrikas typisch, dagegen lässt sich die ostafrikanische Röhrenspießgeige endingidi, die erst Ende des 19. Jahrhunderts mit Handelskarawanen bis an den Victoriasee gebracht wurde, bis zu chinesischen Verwandten vom Typus der erhu zurückverfolgen. Für die zogozogo, die erst Anfang der 1960er Jahre bei den Sandawe in Zentraltansania populär wurde, und für andere Röhrenspießgeigen, die im 20. Jahrhundert über Uganda in den Kongo gelangten, kommt auch ein indischer Ursprung (vgl. ravanahattha) in Betracht. Die ekegogo ist eine Röhrenspießgeige im Kuria-Distrikt im Südwesten Kenias.
Durch die Popularisierung der Gitarrenmusik zu Beginn des 20. Jahrhunderts, die vor allem in denjenigen Küstengebieten begann, in denen bereits mehrere Saiteninstrumente gespielt wurden, verschwanden zahlreiche ältere Saiteninstrumente und Lamellophone aus dem Alltag.
Die Wagogo in der Region Dodoma haben die ausgereifteste Spieltradition unterschiedlicher Schalenspießgeigen von ganz Tansania. Bei ihnen sind ein und mehrsaitige Fideln als izeze, zeze oder chizeze bekannt. Darüber hinaus kommen zeze genannte, einsaitige Fideln auch bei den Ngoni in der Region Ruvuma vor, bei den Nyamwezi in der Region Tabora, in den Regionen Singida und Kigoma im Westen, bei den Sukuma am Südufer des Victoriasees (Region Mwanza), in den Regionen Mara und Kilimandscharo an der Nordgrenze Tansanias sowie in Mtwara und Lindi an der Küste des Indischen Ozeans im Süden.

## Bauform
Frühere Schalenhalslauten bei den Wagogo besaßen nur eine Saite; als Gerhard Kubik 1962 die Region Singida besuchte, war vor allem eine zweisaitige Fidel beliebt, die auch chinwenwe genannt wurde. Der Name enthält die lautmalerischen Silben nwe nwe, die das Streichen der Fidel mit dem Bogen ausdrücken sollen. Die izeze kann zwischen einer und 13 Saiten haben, mit dem Bogen gestrichen oder mit den Fingern gezupft werden. Manchmal praktizieren Musiker beide Spielweisen zugleich. Gestrichene izeze besitzen üblicherweise zwei oder vier (fünf) Saiten. Allen Instrumenten gemeinsam ist ein Rundstab als Saitenträger und eine kugelrunde Kalebasse als Resonator, von der an der Oberseite ein flaches Segment abgeschnitten wurde. Die obere Öffnung ist mit einer Tierhaut (häufig Ziege oder Nilwaran) als Decke bezogen. Eine kleinere Öffnung am Boden dient als Schallloch. Der Rundstab führt nahe der Kante durch die Kalebasse hindurch und tritt am gegenüberliegenden Ende ein kurzes Stück heraus. Die übliche Länge des Instruments beträgt 45 bis 60 Zentimeter. Die heute aus Stahldraht bestehenden Saiten sind an einer Reihe durch den Rundstab gebohrter, hinterständiger Holzwirbel befestigt und verlaufen über einen mittig auf der Membran aufgesetzten Steg bis zum Stabfortsatz, an dem sie festgebunden sind. Der Bogen besteht allgemein aus einem zu einem Kreissegment gebogenen Ast, der mit einer Bespannung aus Sisalfasern, Fasern vom Baobab oder Tierhaaren versehen ist. Die Bogenhaare werden mit Harz eingerieben. Die Saiten können ersatzweise auch mit einem Holzstab gestrichen werden. Eine typische izeze der Wagogo hat vier Saiten und einen Resonanzkörper aus einer Kalebasse oder einer Kokosnussschale, deren Öffnung mit Schlangenhaut bedeckt ist; andere Resonatoren bestehen aus einem Holzzylinder.
Bei einer heutigen Herstellungsmethode einer Kalebassenspießlaute wird um den äußeren Rand der oberen Öffnung zunächst ein Ring aus einem festen Draht gelegt. Dieser wird an mehreren Stellen durch Schlaufen aus einem dünneren Draht mit einem zweiten Drahtring an der Innenseite verbunden. Die durch Bohrlöcher in der Kalebassenwand gezogenen Drahtschlaufen werden mit einer Zange im Innern festgedreht. Der äußere Drahtring sichert die anschließend in feuchtem Zustand aufgezogene und dicht unterhalb des Rings angenagelte Tierhaut. Eine Schnurwicklung um die zunächst noch nicht ganz eingeschlagenen Nägel hält die Haut während der Trocknungszeit gespannt. Wenn Haut und Kalebasse vollständig getrocknet sind, kann die Schnurwicklung entfernt und die Haut passend abgeschnitten werden. Im nächsten Arbeitsschritt wird der Saitenträgerstab durch die seitlich gebohrten Löcher gesteckt und festgeklebt. Als Bogenstab ist der Zweig einer Sternbuschart, Grewia bicolor (lokaler Name mkole), geeignet, der auf etwa 60 Zentimeter Länge abgesägt und geschliffen wird. Das als Bogenharz verwendete dunkle Baumharz (lokaler Name mclachi) wird erwärmt und in flüssigem Zustand in die untere Kehle zwischen Saitenträger und Kalebasse gestrichen. Die Bogenhaare lassen sich so jederzeit vor und während des Spiels einreiben.
Die Saiten sind an der Spitze von unterschiedlich lang aus dem Rundstab nach oben ragenden Wirbeln befestigt, sodass sie nicht parallel, wie bei einem Lauteninstrument üblich, sondern in einer senkrechten Ebene liegen und in einem spitzen Winkel auf den Steg zulaufen. Die längste Saite ist am weitesten vom Saitenträger entfernt. Der heutige Formenreichtum der izeze ist vor allem Hukwe Zawose (1940–2003) zu verdanken, einem der am meisten geschätzten Musiker Tansanias. Der in Dodoma geborene Zawose erlernte als Kind die Volksmusiktradition der Wagogo. 1967 wurde er vom damaligen tansanischen Präsidenten Julius Nyerere entdeckt, zu einer Zeit, als die Bewahrung der traditionellen Musik (muziki wa asili) ein politisches Ziel war, und später für die nationale Tanzkompagnie engagiert. Im Auftrag der Regierung unterrichtete er in Bagamoyo, wohin er mit seiner Familie umgezogen war, die Volksmusik seiner Heimatregion.
In den 1970er und 1980er Jahren war Zawose maßgeblich an der Entwicklung neuer zeze-Formen beteiligt, von denen die größte über einen Meter lang ist. Bei üblichen (viersaitigen) Instrumenten werden die Saiten über ein mit Einschnitten versehenes, flaches Holzstück als Steg parallel zur Decke geführt. Erst in der Mitte des Halsstabs sind die Saiten soweit voneinander entfernt, dass sie gezupft werden können. Zawose entwickelte einen, durch einen aufgesetzten Keil schrägen Steg, der den Abstand zwischen den Saiten senkrecht zur Decke vergrößert und es leichter macht, die Saiten einzeln mit dem Bogen zu streichen. Bei einer viersaitigen izeze werden drei Saiten über den Keil und die vierte Saite wird durch ein Loch im Steg geführt, damit diese besser gezupft werden kann.
Bei den weiter westlich an der Grenze zu Burundi lebenden Waha kommt eine einsaitige zeze mit einem Kalebassenkorpus vor, auf den eine Ziegenhautdecke aufgenagelt ist. Saite und Bogenhaare bestehen aus Sisalfaser. Die Saite ist an der Spitze eines weit überstehenden Wirbels befestigt, sodass sie ungefähr parallel zum Saitenträger verläuft. Der Streichbogen ist wesentlich kleiner als die Fidel und besteht aus einem dünnen, zu einem Kreissegment gebogenen Zweig. Heute hat die Gitarre bei den Waha die zeze weitgehend abgelöst.

## Spielweise

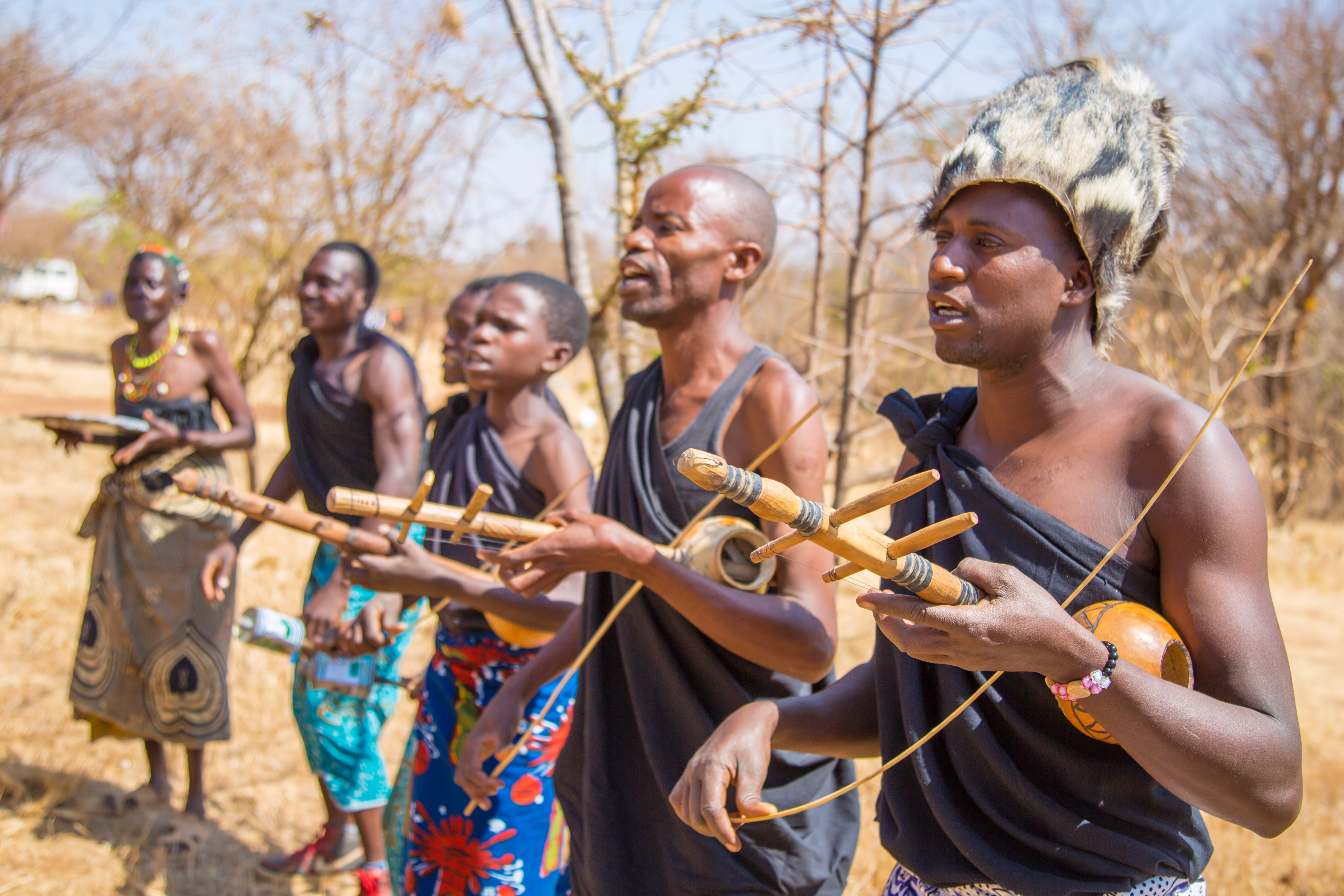
Drei izeze, zwei Perkussionsinstrumente und Gesang bei den Wagogo, Tansania

Die Wagogo wurden kulturell stark von den Nyamwezi im Westen und den Massai im Norden beeinflusst, dennoch unterscheidet sich ihre Musik deutlich von den Nachbarn. In der Musik der Wagogo kommt eine Form der Polyphonie vor, bei der verschieden lange melodische Phrasen und rhythmische Strukturen von den Musikern und Sängern gleichzeitig vorgetragen werden und sich zu einer kreuzrhythmischen Struktur überlagern. Im Unterschied zu den pentatonisch aufgebauten Melodien des Zwischenseengebiets (Hochland zwischen dem Victoriasee und den Seen des Ostafrikanischen Grabens) basiert das Tonsystem in Zentraltansania auf einer Partialtonreihe, deren Intervalle mit zunehmender Tonhöhe enger werden. Vom vierten bis zum achten Teilton ist die Tonfolge tetratonisch und vom sechsten bis zum zwölften Teilton hexatonisch. Eine Besonderheit innerhalb dieser Polyphonie ist das harmonische System der Wagogo, das früher als Quartorganum bezeichnet wurde. Die Wagogo verwenden die Partialtonreihe über einem einzigen Grundton und nutzen sie selektiv vom vierten bis zum neunten (manchmal zehnten) Teilton. Gerhard Kubik erkannte das tonale Prinzip im mehrstimmigen Gesang der Wagogo als eine harmonische Progression, bei der Quart-Intervalle zu um einen Halbton verminderten Quinten und weiter zu reinen Quinten abwärts fortschreiten. Die reine Quinte bildet den melodischen Ruhepunkt. Diese harmonische Phrase des mehrstimmigen Gesangs übertragen die Wagogo auf die Instrumentalmusik, etwa auf die izeze und auf das Lamellophon ilimba. Die Harmonik und das Tonsystem der Wagogo hängen voneinander ab. Die meist zweistimmigen, gelegentlich dreistimmigen Akkorde verwenden die tetratonische Tonleiter und falls erweitert die pentatonischen Tonleiter. Alle anderen Töne gelten als fremd. Die Zusammenklänge zwischen Gesangsstimmen, ilimba und izeze werden durch ein sogenanntes Überspringverfahren gewonnen, indem die zweite und dritte Stimme jeweils den übernächsten Ton der Skala produziert, während sie sich auf der parallelen höheren oder tieferen Melodie bewegt. Einen charakteristischen polyphonen Gesamtklang durch Überlagerung bringen auch die zentralafrikanischen Pygmäen durch die Kombination von Jodelgesang mit der Eintonflöte hindewhu hervor.
Ilimba und izeze werden mit Gesang kombiniert. Die Stimmung beider Instrumente richtet sich wie die Tonfolgen nach dem Tonsystem der Wagogo. Eine zweisaitige izeze ist im Intervall einer kleinen Terz gestimmt, was dem Abstand zwischen dem sechsten und siebten Teilton der Obertonreihe entspricht. Bei der für die Wagogo typischen Akkordbildung liegt die Gesangsstimme in einem bestimmten Intervallabstand unterhalb der izeze-Töne. Mögliche Zusammenklänge sind (zuerst angegeben der izeze-Ton, dann der tiefere Ton der Gesangsstimme, in Klammern die entsprechenden Partialtöne):
e2 (10) – c2 (8), d2 (9) – b1 (7), c2 (8) – g1 (6), b1 (7) – e1 (5) und g1 (6) – e1 (4).
Das sind die Intervalle große Terz, Quarte, übermäßige Quarte und Quinte, die sich zwangsläufig ergeben. Im Rahmen dieser Intervalle verlaufen Instrumentaltöne und Gesangsstimme in parallelen Linien.
Für vier- und andere mehrsaitige izeze benutzen Musiker verschiedene Stimmungen. Im Zusammenspiel mit dem Lamellophon ilimba sollten beiden Instrumente auf dieselben Töne gestimmt sein. Hukwe Zawose ist auch die Erweiterung der im 19. Jahrhundert aus dem Kongo eingeführten ilimba zu verdanken, aus der er einen Typ mit 56 Lamellen entwickelte, von denen 30 gezupft werden. Bei der ein- und zweisaitigen zeze werden die Saiten mit dem Bogen gestrichen. Fideln mit vier und mehr Saiten werden gestrichen oder gezupft und große Wagogo-Fideln mit 13 Saiten werden ausschließlich gezupft. Bei einer viersaitigen izeze können die Saiten einzeln nacheinander oder zu mehreren zusammen gespielt werden. Häufig werden drei der Saiten zur Melodiebildung verwendet und die vierte dient als Bordunsaite. Die vierte (höchste und innerste) Saite wird meistens mit dem kleinen Finger gezupft und nicht gestrichen. Für einen Fidelspieler, der zugleich singt, ist die Spielweise der einsaitigen zeze bei den Waha einfacher. Diese folgt meist der Gesangsstimme oder ergänzt einen Bordunton.
Die zeze ist traditionell ein Musikinstrument der Männer, darf jedoch auch von Frauen gespielt werden. Zur überlieferten Rollenverteilung gehört, dass Frauen bevorzugt tanzen, singen und die hölzernen Sanduhrtrommeln muheme (oder ngogo) schlagen. Neben dem Spiel von izeze und ilimba kommen die polyphonen musikalischen Strukturen der Wagogo in den beiden Formen des Chorgesangs nindo und msunyunho, die bei Ritualen und zur Unterhaltung gepflegt werden, zum Ausdruck.